# Международный институт экономики и финансов
Международный институт экономики и финансов (МИЭФ) — автономный институт в составе Высшей школы экономики (НИУ ВШЭ). Был основан в 1997 году в результате сотрудничества ВШЭ и Лондонской школы экономики и политических наук (LSE). До приостановки сотрудничества в 2022-м, МИЭФ являлся одним из партнерских центров международных программ Лондонского университета.
МИЭФ реализует бакалаврскую программу "Международная программа по экономике и финансам" и магистерскую программу "Финансовая экономика". По состоянию на 2023 год у студентов бакалавриата МИЭФ сохраняется возможность обучения в Лондонском университете.

## История
МИЭФ был основан в 1997 году. В 1999-м появились направления по экономике и менеджменту. В 2001 году состоялся первый выпуск. В 2002 году открылась первая исследовательская программа. В 2009 году МИЭФ стал аффилированным центром международных программ Лондонского университета.
В 2010 году в МИЭФ-е была открыта Международная исследовательская лаборатория финансовой экономики. В следующем году Лаборатория провела первую Международную Московскую финансовую конференцию.
В марте 2022-го Лондонский университет объявил о приостановке сотрудничества с Высшей школой экономики. Однако, он позволил студентам МИЭФ, включая последующие наборы, продолжить обучение в Лондонском университете в качестве индивидуальных обучающихся.
В апреле 2024 года НИУ ВШЭ и Юго-Западный финансово-экономический университет (Southwestern University of Finance and Economics, SWUFE) подписали договор о сотрудничестве по реализации бакалаврской программы двух дипломов в области экономики и финансов. Со стороны НИУ ВШЭ программу реализует МИЭФ. В рамках SWUFE контрпартнёром МИЭФ НИУ ВШЭ является Исследовательский институт экономики и менеджмента RIEM (Research Institute of Economics and Management). Выпускники данной программы получат бакалаврские дипломы НИУ ВШЭ по направлению «Экономика» и диплом бакалавра SWUFE.

## Поступление
На 1 курс бакалаврской "Международной программы по экономике и финансам" МИЭФ можно поступить по результатам ЕГЭ, олимпиад школьников или внутренних вступительных испытаний в соответствии с Правилами приема в НИУ ВШЭ.
Студенты 1 курса (набора 2023 года и последующих) также смогут поступить в Лондонский университет как индивидуальные обучающиеся на основе полного выполнения программы 1 курса в МИЭФ.

## Обучение
Обучение проводится на английском языке. Курсы МИЭФ включают предметы программы Лондонского университета и Высшей школы экономики.
У студентов МИЭФ, обучающихся на программе двух дипломов со SWUFE:
- сохраняется возможность при желании обучаться в ЛУ и по окончании программы получить три диплома,

- во время учебы в SWUFE остаются доступными все ресурсы МИЭФ и НИУ ВШЭ, а также Лондонского университета, если они учатся на программе Лондонского университета.